# دهستان تویلا (۱۹۹۳)
دهستان تویلا (به لاتین: Toila Parish) یک دهستان در استونی است که در شهرستان ایدا-ویرو واقع شده‌بود.

## خصوصیات
دهستان تویلا ۱۶۴ کیلومترمربع مساحت و ۲٬۳۰۴ نفر جمعیت دارد.